# Подвеска на двойных поперечных рычагах

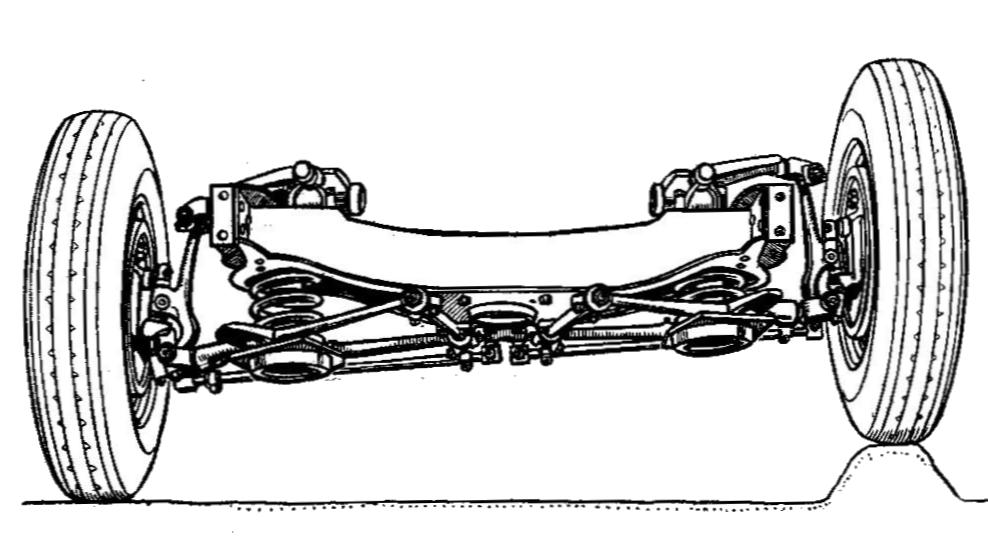
Вариант независимой подвески передних (управляемых) колёс на двойных поперечных рычагах, выполненный на подрамнике

Подвеска на двойных поперечных рычагах — независимая подвеска автомобиля, направляющими элементами которой для каждого колеса являются пара рычагов неравной длины, расположенных с каждой стороны автомобиля выше и ниже оси колеса и соединённых с кузовом/рамой таким образом, что их угловая подвижность возможна только в поперечной плоскости автомобиля. Сочетается с любым типом упругих элементов: с рессорами, торсионами, пружинами, пневматическими и гидропневматическими демпферами.  Может применяться для управляемых и неуправляемых колёс, для ведущих и не ведущих осей. 
Примером подвески на двойных поперечных рычагах является передняя подвеска автомобилей классической компоновки.
Почти все гоночные и спортивные автомобили оборудуют подвеской на двойных поперечных рычагах в связи с их оптимальными кинематическими параметрами. 

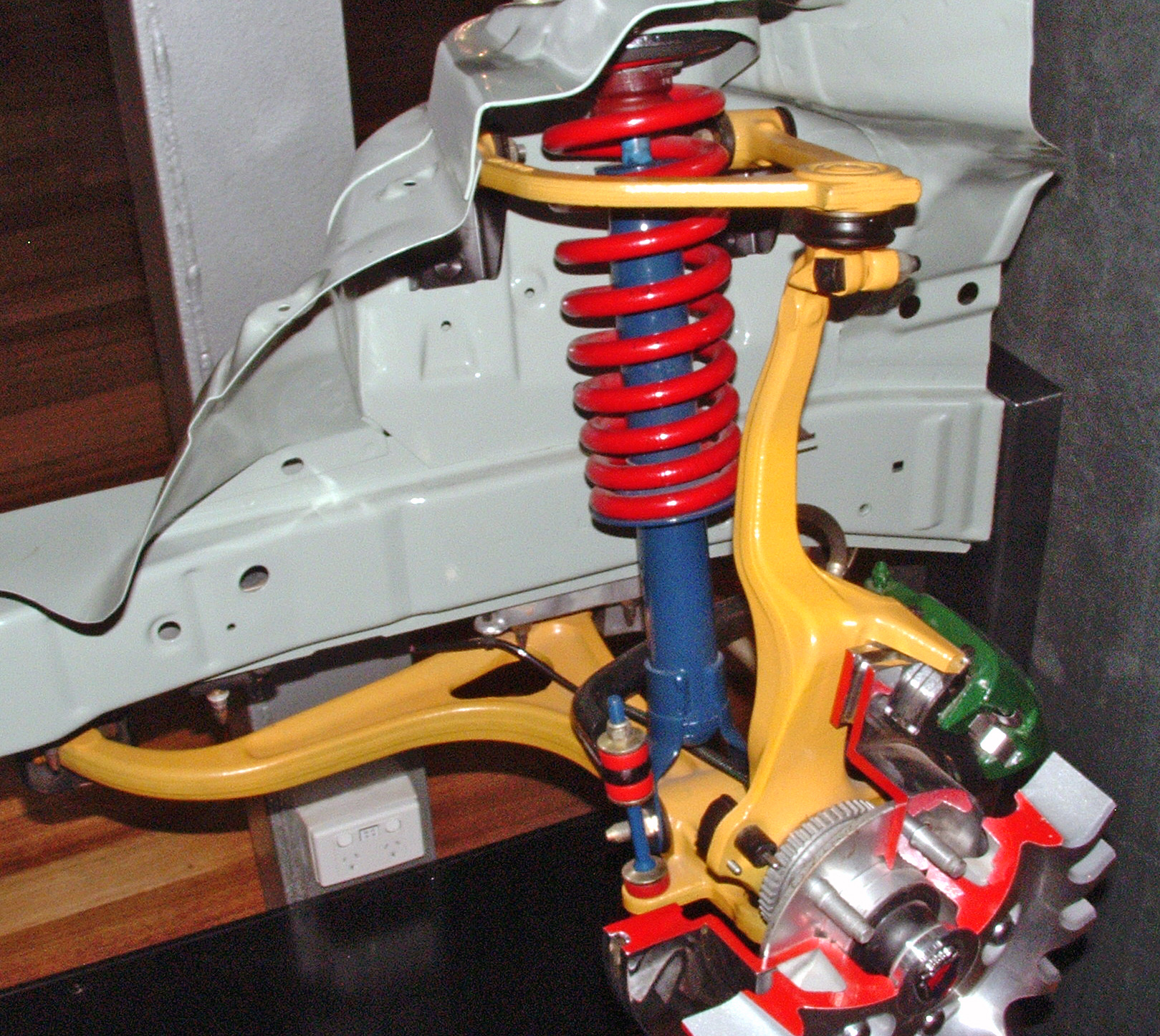
Современный вариант подвески передних (управляемых) колёс на двойных поперечных рычагах с относительно большим расстоянием между осями крепления рычагов к кузову

## Конструкция
Независимую подвеску на двойных поперечных рычагах применяют на передних и задних колёсах. Подвеска на двойных поперечных рычагах в качестве направляющего устройства имеет два рычага, расположенных поперёк автомобиля один над другим на некотором расстоянии. Оба рычага шарнирно связаны с несущей системой автомобиля с одной стороны, а с другой крепятся при помощи шаровых шарниров к поворотной цапфе.
В случае передней подвески наружные концы рычагов соединяют посредством шаровых шарниров с поворотной цапфой или кулаком. Чем больше расстояние между верхним и нижним рычагами направляющего устройства, тем точнее кинематика подвески. Нижние рычаги выполняют более мощными, чем верхние, так как дополнительно к продольным силам они воспринимают и боковые.
Расстояние между рычагами в вертикальной плоскости часто ограничено по конструктивным соображениям. Конструкция самих рычагов может быть А-образной или один из рычагов может быть выполнен одинарным.
Большинство имеющихся конструкций имеет рычаги разной длины. Это связано с повышением устойчивости автомобиля при прохождении поворота. При использовании равноплечих рычагов угол развала при работе подвески не изменяется. При вхождении автомобиля в поворот наружное колесо получает дополнительную нагрузку, а его развал стремится к положительному, что отрицательно сказывается на устойчивости. Применение в конструкции верхнего рычага меньшей длины позволяет компенсировать этот недостаток, поскольку кинематическая подвеска будет обеспечивать отрицательный развал на ходах сжатия.
Примером автомобиля в конструкции которого использованы передние и задние двух рычажные поперечные подвески является автомобиль Alpine A110. 

## Преимущества
Преимуществом использования независимых подвесок в конструкции автомобилей следующие:
- обеспечивают лучшую плавность хода и кинематику управляемых колёс;
- уменьшение неподрессоренных масс, вследствие чего уменьшается сила толчков от неровностей дороги;
- возможность уменьшения жёсткости упругих элементов (пружин, рессор) вследствие снижения веса неподрессоренных частей;
- устранение опасности резонанса колебаний передних колёс, вызывающих явление влияния, или "шимми", передних колёс.

Конструкция независимой подвески на двойных поперечных рычагах позволяет, изменяя положение и длину рычагов, обеспечить оптимального расположения центров поперечного и продольного крена автомобиля. Также за счёт изменения длины рычагов (трапециевидные подвески) можно добиться различных угловых перемещений колёс при ходах отбоя и сжатия и исключения изменения колеи при относительных перемещениях кузова и колёс.
Большие габариты являются преимуществом при установке подвесок на двойных поперечных рычагах на автомобили гоночного и спортивного типа, так как позволяют изменять ширину колеи автомобиля и противодействовать опрокидыванию вне зависимости от размеров и конструкций несущей системы.

## Недостатки
Конструкция независимых подвесок сложнее, чем зависимых и полузависимых. Такие подвески требуют больших затрат при изготовлении и в эксплуатации.
Большие габариты являются недостатком при установке подвесок на двойных поперечных рычагах на автомобили, предназначенные для повседневного пользования.